# Götz Nordbruch
Götz Nordbruch (* 1974) ist ein deutscher Islamwissenschaftler.

## Leben
Nordbruch studierte in Marburg, Kairo und Berlin und promovierte an der Humboldt-Universität Berlin mit einer Arbeit über die deutsch-arabischen Beziehungen. Für das Middle East Media Research Institute (MEMRI) war er als wissenschaftlicher Mitarbeiter in Berlin tätig und beschäftigte sich dabei mit der Analyse arabischer Schulbücher und Curricula. Seine Forschungsergebnisse sind Bestandteil des UNESCO-Reports Studies on the Palestinian Curriculum and Textbooks. 2007 erhielt er den Young Elite Research Award des Dänischen Instituts für Internationale Studien, 2008 wurde er mit einem Young Scientist Award des Elite-Forschungspreises der Behörde für Wissenschaft, Technologie und Innovation ausgezeichnet. Seit 2009 ist Nordbruch Assistenzprofessor am Zentrum für zeitgenössische Studien des Mittleren Osten an der Universität von Süddänemark. Er ist Mitglied der H-Soz-u-Kult-Redaktion „Moderne Geschichte des Nahen und Mittleren Ostens“.
2012 wechselte Nordbruch als wissenschaftlicher Mitarbeiter an das Georg-Eckert-Institut für internationale Schulbuchforschung. Bis Anfang 2014 leitete er das von der Robert Bosch Stiftung geförderte Projekt Zwischentöne – Materialien für das globalisierte Klassenzimmer, das sich mit gesellschaftlicher Diversität im Schulunterricht und in der politischen Bildung auseinandersetzt. Aktuell ist er im Rahmen des Projektes als Fortbildner tätig.
Nordbruch ist Mitbegründer und Co-Geschäftsführer des Vereins ufuq.de. Ufuq.de ist anerkannter Träger der freien Jugendhilfe und in der politischen Bildung und Prävention zu den Themen Islam, Islamfeindlichkeit und Islamismus aktiv. Als Vertreter von ufuq.de war Götz Nordbruch lange Jahre Mitglied des Vorstandes der Bundesarbeitsgemeinschaft religiös begründeter Extremismus (BAG RelEx). Nordbruch gehört zu den Autoren der Zeitschrift Internationale Politik (IP) und veröffentlicht auch für die Bundeszentrale für politische Bildung zum Thema Islam in Deutschland.
In der aktuellen Auflage von Wolfgang Benz’ Handbuch des Antisemitismus verfasste er verschiedene Artikel, unter anderem zu Palästina, Algerien, Syrien und dem Libanon.

## Veröffentlichungen
- Diversität als Normalfall. Das Projekt Zwischentöne – Materialien für das globalisierte Klassenzimmer, Eckert. Beiträge 2014/3, urn:nbn:de:0220-2014-00254
- Sympathie und Schrecken: Begegnungen mit Faschismus und Nationalsozialismus in Ägypten, 1922-1937. (mit Israel Gershoni), Klaus Schwarz Verlag, 2011 (ISBN 9783879977109)
- Nazism in Syria and Lebanon: the ambivalence of the German option, 1933-1945. SOAS/Routledge studies on the Middle East, Vol. 8, Taylor & Francis, 2009[7]
- Begegnungen mit dem Nationalsozialismus in Syrien und Libanon, 1933-1945. Promotionsschrift, Berlin, 2007
- Narrating Palestinian nationalism: a study of the new Palestinian textbooks. Middle East Media Research Institute MEMRI, 2002
- Redaktion, Kapitel-Einleitungen und Zusammenfassung von: Rainer Zimmer-Winkel, Hg. Die Araber und die Shoa. Über die Schwierigkeiten dieser Konjunktion. Kleine  Schriftenreihe, 23. Aphorisma, Trier 2000 ISSN 0935-8684 (ISBN 3932528379 & ISBN 3865751016).[8]